# Đảo Iō

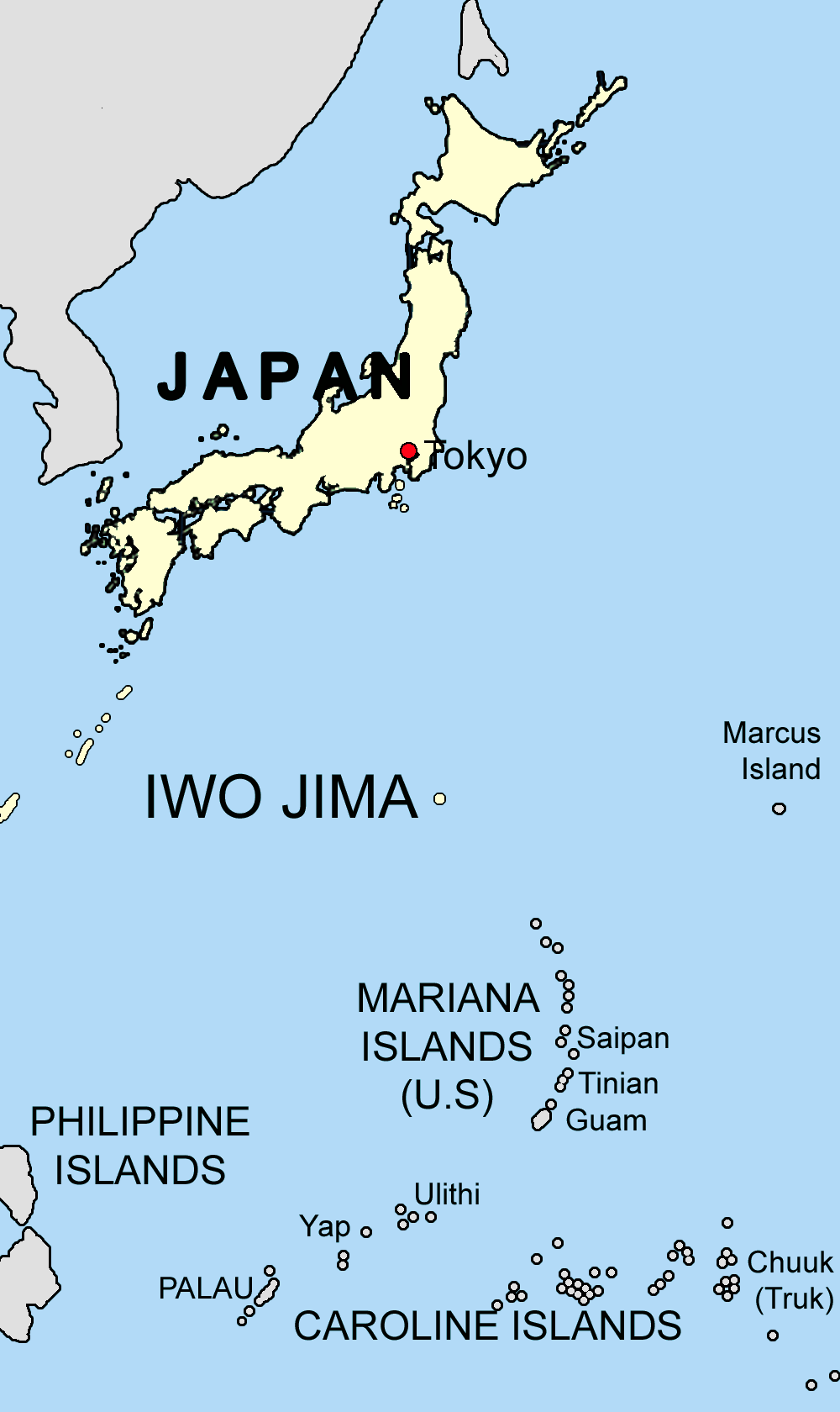
Bản đồ đảo Iwo Jima (Iōtō)

Đảo Iō (kanji: 硫黄島, rōmaji: Iōtō, Hán Việt: Lưu Huỳnh đảo), hay còn gọi là Iwo Jima, là một hòn đảo thuộc vành đai núi lửa Nhật Bản, về phía Nam của quần đảo Ogasawara. Về mặt hành chính, đảo này thuộc hạt Ogasawara (Ogasawara-mura), thủ đô Tōkyō. Hòn đảo nằm cách đất liền Tōkyō 1200 km về phía Nam.
Tại Iō, từ tháng 2 đến tháng 3 năm 1945 đã diễn ra trận đánh giữa 45 sư đoàn Thủy quân lục chiến Hoa Kỳ và 8 sư đoàn Đế quốc Nhật Bản trong Thế chiến 2 mà một trong những biểu tượng còn lưu lại đến ngày nay là bức ảnh những người lính thủy đánh bộ Mỹ dựng cờ chiến thắng trên đảo Iwo Jima nổi tiếng. Sau Thế chiến 2, Hoa Kỳ quản lý đảo đến năm 1968, trước khi trao trả cho Nhật Bản. Ngày nay, đảo Iō không có cư dân sinh sống nhưng có 1 căn cứ Lực lượng Phòng vệ Nhật Bản và thường được sử dụng vào các cuộc luyện tập của Không lực Hoa Kỳ đóng tại căn cứ Atsugi.